# Tai Jia
Tai Jia (太甲) ou Da Jia (大甲), de seu nome Zi Zhi (子至) foi o quarto rei da dinastia Shang. Sucedeu aos seus tios no trono e manteve o primeiro ministro (Yi Yin (伊尹)) e a capital (Bo (亳)). Reinou de 1691 a.C. a 1666 a.C.. 

## Reinado
Tai Jia foi um soberano tirano. Não raras vezes violou as suas próprias leis. Yi Yin advertiu-o para alterar o seu comportamento, mas não o ouve e Yi Yin fa-lo exilar-se no palácio de Tong (桐宫), próximo ao túmulo de Cheng Tang para que este se arrependa.
Durante o seu exílio, Yi Yin dirige o reino como regente. Reina por três anos, antes de pedir o regresso do rei. Após o exílio, e tendo Tai Jia mudado o seu comportamento, Yi Yin decide deixar a vida política.